# 丹萌乃
丹 萌乃（たん もえの、1996年12月31日 - ）は、日本の女子プロゴルファー。

## 人物・来歴
愛媛県西条市出身。
岡山県作陽高等学校卒業。
身長160cm。

## 主な戦績
- 2018年8月 山陰合同銀行 Duoカードレディース - 優勝
- 2019年3月 ヨコハマタイヤゴルフトーナメント PRGRレディスカップ - 予選落ち
- 2019年3月 Tポイント×ENEOS ゴルフトーナメント - 26位
- 2019年3月 アクサレディスゴルフトーナメント in MIYAZAKI - 29位
- 2019年4月 ヤマハレディースオープン葛城 - 49位
- 2019年4月 スタジオアリス女子オープン - 予選落ち